# Torta opéra
La torta opéra (in francese opéra o gâteau opéra) è una torta francese a base di biscuit Joconde, crema ganache al cioccolato e crema al burro al caffè.

## Storia
Il nome "opéra" venne usato per indicare vari dolci ancor prima che nascesse la vera e propria torta opéra. Sul finire dell'Ottocento, il Grand Hôtel de Paris offriva un dolce definito bombe glacée Opéra. Nel 1899, anno in cui l'albergo si appropriò della pasticceria situata in Rue Auber 1, di fronte all'opera Garnier, essa vendeva un gâteau opéra e un plum-cake elogiati dalla stampa. Il nome "torta opéra" appare anche in un menù degli inizi del XX secolo. Tuttavia, non si sa se questi dolci avessero degli elementi in comune con la torta opéra oggi conosciuta. Prima che venisse inventato il dolce, la parola "opéra" venne anche usata per indicare dei dolci diversi, fra cui una charlotte, una crème brûlée e un crème caramel.
Le origini della vera torta opéra sono controverse. Sebbene il pasticcere Gaston Lenôtre avesse affermato di averla ideata durante gli anni 1960, altri resoconti riportano che fu Cyriaque Gavillon a inaugurarla presso la maison Dalloyau nel 1955. Inoltre, stando a quest'ultima versione, il nome della torta sarebbe da attribuirsi alla moglie del pasticcere Andrée Gavillon, secondo cui il dolce ricordava il palcoscenico l'opéra Garnier oppure, anche secondo l'edizione del 2007 del Grand Larousse gastronomique, per omaggiare i ballerini del teatro parigino, che erano soliti frequentare il locale.